# Perdita morelosana
Perdita morelosana är en biart som beskrevs av Timberlake 1968. Perdita morelosana ingår i släktet Perdita och familjen grävbin. Inga underarter finns listade i Catalogue of Life.